# Бряг (вестник)
„Бряг“ е вестник в Русе, регионален ежедневник за Област Русе, собственост на „Бряг медиа груп“ ЕООД.
Основател и главен редактор на вестника е Маргарита Трифонова. Първият му брой е на 8 април 1998 година. Излиза 6 дни в седмицата, пълноцветен. С едно приложение всяка събота – 48-странично списание „Сити уикенд“ с телевизионни програми, рекламно-справочно и забавно-развлекателно четиво.